# Tony Tan Keng Yam
Tony Tan Keng Yam (chinois simplifié : 陈庆炎 ; chinois traditionnel : 陳慶炎 ; pinyin : Chén Qìngyán ; Pe̍h-ōe-jī : Tân Khèng-iām), né le 7 février 1940 à Singapour, est un mathématicien, banquier et homme d'État singapourien. Il est président de la république de Singapour de 2011 à 2017.

## Biographie

### Formation
Après des études à l'université de Singapour, il rejoint grâce à une bourse l'Institut de technologie du Massachusetts, où il obtient une maîtrise en sciences. Il obtient plus tard un doctorat en mathématiques appliquées à l'université d'Adélaïde, puis devient professeur à l'université de Singapour.

### De l'entreprise à la politique
En 1969, il quitte l'université pour le secteur bancaire et devient directeur général de OCBC Bank.
Il entre en politique en 1979, lorsqu'il est élu au Parlement, puis il poursuit sa carrière au gouvernement en étant successivement jusqu'en 1991, ministre de l'éducation, du commerce et de l'industrie, des finances, de la santé et à nouveau de l'éducation. À la fin des années 1980, Tony Tan est choisi en premier par Lee Kuan Yew pour lui succéder au poste de Premier ministre mais il refuse alors. 
Il retourne au secteur privé comme président-directeur général d'OCBC Bank de 1992 à 1995, tout en conservant son siège de député. Il est vice-Premier ministre de Goh Chok Tong, puis de Lee Hsien Loong entre août 1995 et septembre 2005, ainsi que ministre de la défense de 1995 à 2003 et ministre de la coordination de la sécurité et de la défense entre 2003 et 2005.
Après son second départ du gouvernement, il devient président de la Fondation nationale pour la recherche de Singapour et vice-président du Conseil pour la recherche, l'innovation et l'entrepreneuriat.
Jusqu'au 1er janvier 2011, il est également le directeur exécutif vice-président de la Singapore Investment Corporation (GIC) et président de la Singapore Press Holdings Limited (SPH). 

### Président de la république de Singapour
Candidat à l'élection présidentielle d'août 2011, Tony Tan est élu avec 744 397 votes soit 35,19 % des voix. 
Il est investi 7e président de la république de Singapour le 1er septembre suivant pour un mandat de six ans qui s'achève le 31 août 2017.